# 킴스큐
킴스큐는 1999년에 김성호가 공개한 전자게시판인 킴스보드와 킴스온을 계승한 저작물 관리 시스템이다. 2008년 12월 오픈 소스 소프트웨어로 시작되었으나, 2011년 2월 8일 상용 라이선스가 적용된 킴스큐 Rb를 발표하며 GNU LGPL을 채택한 기존 버전은 킴스큐 OSS로 이름을 변경하였다.

## 역사
- 1999년 ~ 2007년
  - 킴스보드(Kims Board) 및 킴스온(KimsON)
  - 개발자 김성호가 개발하여 무료로 배포한 프리웨어 전자게시판이다. 펄(Perl)을 사용하여 개발되다가 PHP로 변경하였다.
- 2008년 12월
  - 오픈 소스 라이선스를 채택한 킴스큐(현재의 '킴스큐 OSS') 발표
  - 킴스큐 OSS(KimsQ OSS)는 오픈 소스 라이선스를 채택하여 개발되었으며, 저작물 관리 시스템의 형태로 기존의 킴스보드 및 킴스온과는 형식과 구성을 달리하였다.
- 2011년 2월 8일
  - 상용 라이선스를 채택한 킴스큐 Rb(KimsQ Rb, KimsQ Redblock) 발표
  - 킴스큐 OSS로 이름이 변경되었다.

## 킴스큐 OSS와 킴스큐 Rb
라이선스와 제품 구성을 구분 짓기 위해 기존 버전은 '킴스큐'에서 '킴스큐 OSS'로 이름을 변경하고, 새로운 버전을 '킴스큐 Rb'로 구분하였다. 이 두 제품의 판올림에 관해 다음과 같이 밝혔으나 킴스큐 OSS는 2010년 11월에 'v110410'버전을 마지막으로 판올림 되지 않고 있다.
KimsQ는 멋진 도약을 위해 업그레이드를 준비하고 있습니다. 하지만 차기작이 나온다 하여 KimsQ OSS를 방치하거나, 업데이트를 하지 않거나 하지는 않습니다.
KimsQ OSS는 차기작인 kimsQ Redblock과 마찬가지로 지속적인 버전 업데이트가 될것이며, 상호 연계, 수평적 관계를 바탕으로 더욱 질좋은 솔루션으로 거듭날 계획을 가지고 있으니 이 점 오해 없으시길 바랍니다.